# Хертель, Эрнст
Эрнст Хертель (нем. Ernst Hertel или нем. Ernst Härtel; 19 марта 1870, Кёсен — 10 марта 1943, Лейпциг) — немецкий офтальмолог, профессор Лейпцигского университета, член Леопольдины.

## Биография
Эрнст Хертель родился 19 марта 1870 года в Кёсене; в 1895 году он получил степень кандидата медицинских наук в Йене. В 1898 году, также в университете Йены, он получил квалификацию преподавателя высшей школы (Venia legendi). В 1910 году он был назначен преемником профессора Якоба Штиллинга на кафедре офтальмологии Страсбургского университета; после начала Первой мировой войны Хертелю пришлось покинуть Страсбург. Сначала он получил приглашение переехать в Берлин, но затем, в 1920 году, отправился в Лейпцигский университет, где оставался до своего выхода на пенсию в 1935; занимался исследованиями, связанными с экзофтальмом и дальтонизмом. В 1929 году Хертель был избран в Леопольдину.
11 ноября 1933 года Эрнст Хертель был среди более 900 ученых и преподавателей немецких университетов и вузов, подписавших «Заявление профессоров о поддержке Адольфа Гитлера и национал-социалистического государства». Скончался 10 марта 1943 года в Лейпциге.

## Работы
- Stilling’s [pseudo-isochromatische] Tafeln zur Prüfung des Farbensinnes / Stilling, Jakob. — Leipzig : G. Thieme, 1926, 17. Aufl. / hrsg. von E. Hertel. Bahnamtl. Ausg. zsgest. von F. Seydel. 2. Aufl.
- Pseudo-isochromatische Tafeln zur Prüfung des Farbensinnes / Stilling, Jakob. — Leipzig : G. Thieme, 1922, 16. Aufl., hrsg. von E. Hertel.
- Über den heutigen Stand der Behandlung tuberkulöser Augenerkrankungen / Hertel, Ernst. — Halle a. S. : Marhold, 1914